# 조지 B. 코텔류
조지 브루스 코텔류(George Bruce Cortelyou, 1862년 7월 26일 ~ 1940년 10월 23일)는 20세기 초반 미국의 공화당 정치인이자 내각 서기였다. 그는 그로버 클리블랜드, 윌리엄 매킨리와 시어도어 루스벨트의 대통령 행정부에서 다양한 직위를 맡았다.
코텔류는 미국 우정부서를 위하여 일을 하여 우정장관 윌슨 S. 비셀의 관심을 끌었다. 비셀의 추천에 클리블랜드 대통령은 코텔류를 자신의 주요 서기로 기용하였다. 클리블랜드의 추천에 매킨리는 코텔류를 자신의 개인 비서로 기용하였다. 매킨리의 암살 사건 후에 루스벨트가 백악관을 재결성하는 노력으로 이끄는 데 코텔류를 의문하였다.
코텔류의 이행에 의하여 인상을 받은 루스벨트는 1903년 코텔류를 초대 상무노동장관으로 임명하였다. 1904년 그는 공화당 전국 위원회의 주석이 되는 데 그 직위를 떠났고, 1905년에 시작에 그는 또한 우정장관을 맡기도 하였다. 그는 그 둘다의 직위를 떠나 1907년 재무장관이 되었다. 그 직위에서 그는 1907년 공황이 일어난 동안 경제를 경제를 안정적으로 유지하는 데 일을 하였다. 1909년 루스벨트가 대통령직을 떠난 후, 코텔류는 컨설리데이티드 가스 회사의 사장이 되었다.

## 어린 시절
뉴욕에서 피터 크롤리어스 코텔류 주니어와 로즈 시어리에게 태어난 코텔류는 1652년에 도착한 자크 코텔류가 이민자 조상이었던 옛 뉴네덜란드 가족의 일부였다. 그는 브루클린에 있는 공립 학교, 펜실베이니아주에 있는 내저러스 홀 육군 사관학교와 롱아일랜드에 있는 헴스테드 전문학교에서 교육을 받았다.
20세의 나이에 코텔류는 매사추세츠주 웨스트필드에 있는 교육 대학원 웨스트필드 보통학교 (현재 웨스트필드 주립 대학교)로부터 문학사를 받았다. 그는 조지 워싱턴 대학교와 조지 워싱턴 대학교의 법학대학원들을 졸업하였다. 코텔류는 그러고나서 교사를 시작하여 후에 속기를 택하여 숙달하였다. 코텔류는 1888년 9월 15일 릴리 모리스 힌즈에게 결혼하여 5명의 자녀를 두었다.

## 초기 경력
1891년 그는 뉴욕의 우편 검사관에 비서로서 지위를 얻었다. 이어진 해에 승진은 워싱턴 D. C.에 있는 4번째 보조 우정청으로 서기로서 직업으로 이끌었다. 1895년 그로버 클리블랜드 대통령은 우정장관 윌슨 S. 비셀의 추천에 코텔류를 자신의 주요 서기로 기용하였다. 클리블랜드는 자신의 후임자 윌리엄 매킨리에게 개인 비서로서 그를 추천하였다. 1901년 매킨리 대통령이 암살되었을 때 코텔류는 사무실에서 개선 작업을 하고 있었다.
1901년 9월 6일 매킨리는 자신이 홀로의 암살범 리언 촐고츠에 의하여 근거리에서 두발의 총탄을 맞았을 때 뉴욕주 버펄로에서 열린 미주 박람회에서 방문객들에게 인사하고 있었다. 매킨리가 쓰러지면서 그는 자신의 코텔류를 포함한 측근자들에 의하여 잡아져 성원되었다. 자신이 그들의 팔에 안기면서 "나의 부인 ... 조심해, 코텔류, 그녀에게 말해줘. 오, 조심하라구."라면서 속삭였다.
대통령으로서 승계한 후, 시어도어 루스벨트는 백악관을 더욱 전문적 조직으로 전향시키면서 코텔류에게 일을 과하였다. 코텔류는 백악관의 의정서를 안내한 절차 및 규칙들을 개발하였고, 단 하나의 개인적인 특권이 있던 것을 위한 진행들을 설립하였다. 코텔류는 또한 대통령의 직무실과 언론 사이에 향상된 전달 선을 설립하면서 명성을 얻기도 하였으며 그는 기자들에게 그들의 작업 공간과 함께 마련하였고, 주목할 만한 소식에 저널리스트들을 간단히 알렸고 보도 자료를 배포하였다. 코텔류는 현직 대통령의 열람을 위하여 최초의 체계적 언론 해설집을 세우면서 명성을 얻었다. "현재 잡보난"들은 대중매체에 의한 여론을 측정하는 데 대통령에 의한 첫 시도였다. 코텔류는 자신의 후임자들에 의하여 일관적으로 이어지지 않을 관행으로 객관적으로 항목을 선택하였다.

## 루스벨트 행정부
코텔류는 1903년 2월 18일부터 1904년 6월 30일까지 초대 상무노동장관을 지냈다. 그는 또한 1905년 3월 6일부터 1907년 1월 14일까지 우정장관을 지내고, 그러고나서 재무장관이었으며 전부 시어도어 루스벨트 아래였다. 1904년부터 1907년을 통하여 코텔류는 또한 공화당 전국 위원회의 주석을 지내 루스벨트의 성공적인 재선을 위하여 일하였다.
그는 1903년 4월 9일 피 무 알파 신포니아 (Phi Mu Alpha Sinfonia) 친목회의 명예 회원으로 만들어졌다. 그는 또한 친목회가 창립된 뉴잉글랜드 음악원에 참석하였다.
1907년 3월 4일부터 1909년 3월 7일까지 코텔류는 재무장관을 지냈다. 이 일은 지독한 1907년 공황이 일어난 동안 있었다. 자신의 전임자 레즐리 쇼와 같이 코텔류는 그것이 은행 조직을 보호하는 데 재무부의 임무였다는 것을 믿었으나 그는 재무부가 경제적 안정을 유지하는 데 장착되지 않았던 것을 깨달았다. 그는 국립 은행들에서 정부 기금의 큰 양을 예금하고, 정부의 채권을 사면서 위기를 완화하였다. 더욱 나가서의 위기들을 방지하는 데 코텔류는 더욱 탄력있는 통화를 옹호하였고 중앙 은행 조직의 창조를 추천하였다.
1908년 앨드리치 브리랜드 법이 통과되어 공황의 시간들에 발행되는 데 특별 통화를 마련하였고 1913년 연방준비제도의 창조로 이끈 위원회를 창조하였다.

## 이후의 생애, 사망과 유산
그는 후에 컨설리데이티드 에디슨으로 알려진 컨설리데이티드 가스 회사의 사장으로서 민간 기업으로 복귀하였다. 그는 또한 현재 폐문한 콘 에디슨 에너지 박물관의 의장들 중의 하나이기도 했다. 그는 1940년 10월 23일 자신의 사망까지 롱아일랜드 헤일사이트에 있는 자신의 저택 "Harbor Lights"에 살았다. 에디스 루스벨트는 자신이 그의 부인과 가장 좋은 친구이면서 그의 저택에서 여파에 참석하였다. 그는 뉴욕주 콜드스프링하버에 있는 세인트존스 교회의 기념 묘지에 안장되었다. 앨라배마주 워싱턴군에 있는 통합되지 않은 공동체 코텔류는 조지 코텔류가 우정장관이었을 동안 리처드슨에서 그 이름으로 바뀐 것이다.